# Leina (Saaremaa)
Leina is een plaats in de Estlandse gemeente Saaremaa, provincie Saaremaa. De plaats heeft de status van dorp (Estisch: küla).
Tot in oktober 2017 lag Leina in de gemeente Pihtla. In die maand werd Pihtla bij de fusiegemeente Saaremaa gevoegd.

## Bevolking
De ontwikkeling van het aantal inwoners blijkt uit het volgende staatje:
| Jaar            | 2011 | 2018 | 2020 | 2021 |
| --------------- | ---- | ---- | ---- | ---- |
| Aantal inwoners | 2    | < 4  | < 4  | 6    |

## Geografie
Ten zuiden van Leina ligt aan de zuidkust van het eiland Saaremaa het beschermde natuurgebied Nässuma hoiuala (2,7 km²).

## Geschiedenis
Leina duikt voor het eerst op in de 18e eeuw onder de naam Leina Redic, een boerderij op het landgoed van Sandla. In 1855 werd de plaats genoemd als dorp. In de jaren 1977-1997 maakte Leina deel uit van het buurdorp Hämmelepa.